# Шатрово (Пирин)
 Тази статия е за бившето село в Пиринска Македония.  За селото в Дупнишко вижте Шатрово.  
Шатрово или Шаторо е местност в Пирин, бивше село в Югозападна България, разположена на територията на община Сандански, област Благоевград.

## География
Шатрово се намира в горното поречие на Склавската река, на около 1100 m надморска височина, на североизток от бившето село Държаново.

## История
През XIX век Шатрово е село с чисто влашко население, числящо се към Мелнишката кааза на Серски санджак. В 1866 година в селото е построена църквата „Света Петка“. Към 1900 година според статистиката на Васил Кънчов („Македония. Етнография и статистика“) в Шатрово живеят 325 души, всички власи.
Според спомените на Яне Сандански през 1902 година в селото функционира комитет на ВМОРО с ръководител кехаята Димитър, влах по произход.
По данни на секретаря на Българската екзархия Димитър Мишев („La Macédoine et sa Population Chrétienne“) през 1905 година населението на селото (Chatrovo) наброява 528 власи.
Селото се обитава от жителите му само лятно време, а зимно време те се отправят с овцете си на паша към Бяло море. След Балканските войни, когато се поставят границите, местните власи напускат селото и се изселват към Дунава.
Според отец Ангел Столинчев към 1974 година Шатрово е куп развалини. Запазена е само църквата „Света Петка“, която е била голяма и добре обзаведена. Първоначално храмът се поддържа от жителите на съседното село Държаново, но след изселването на последното е изоставен напълно. Иконите и част от останалия инвентар през 1960 година се пренасят в новата църква при гробищата на село Склаве, която в чест на шатровската църква се именува „Света Петка“. От 2019 година започват ремонтни дейности за възстановяавне на църквата в Шатрово.